# Sint-Lambertuskerk (Bel)

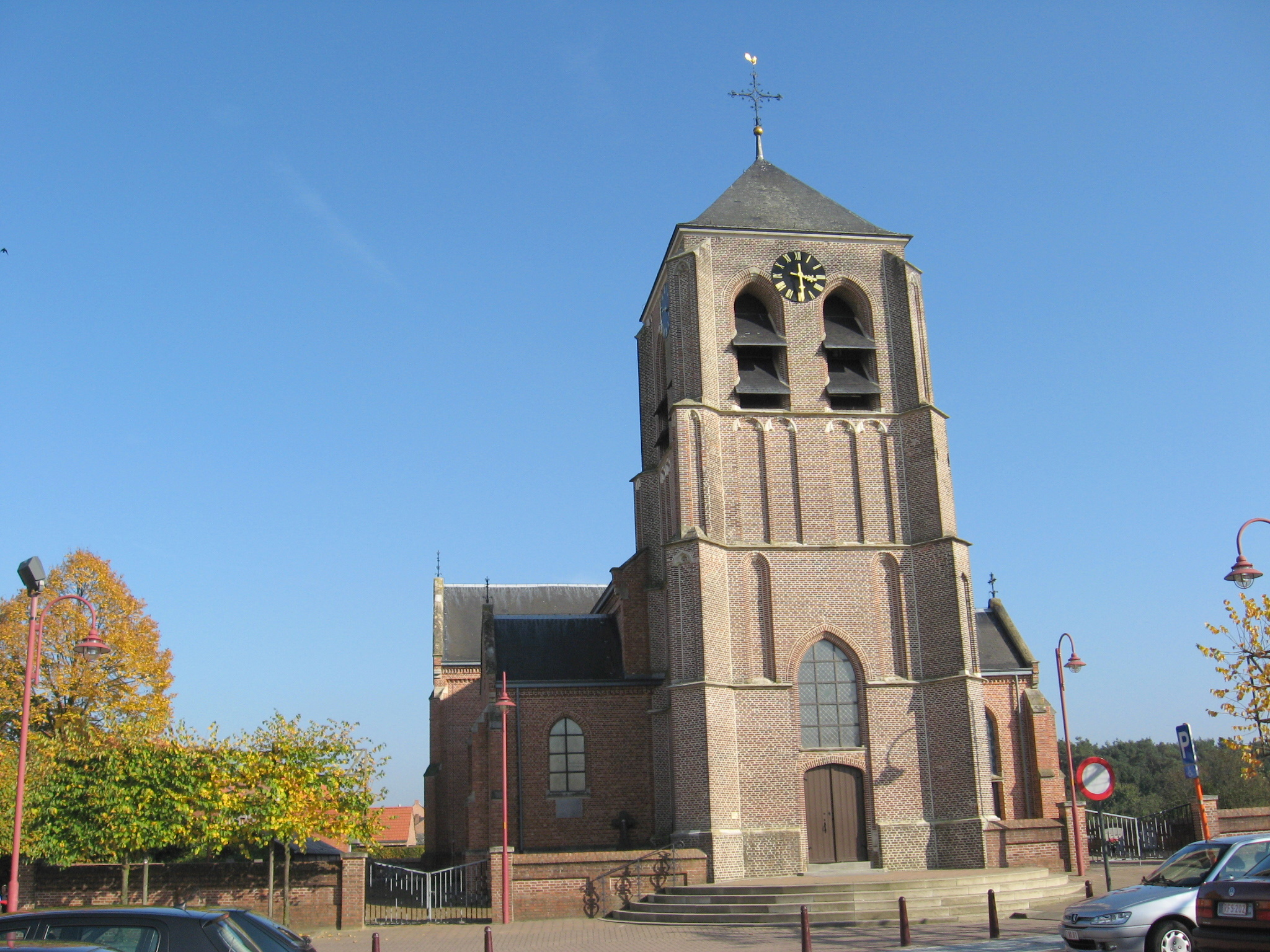
Sint-Lambertuskerk

De Sint-Lambertuskerk is de parochiekerk van de tot de Antwerpse gemeente Geel behorende plaats Bel, gelegen aan Bel 131.

## Geschiedenis
Omstreeks 1500 werd een kerk gebouwd die echter in 1703, tijdens de Spaanse Successieoorlog, door brand werd verwoest. Daarna werd de kerk herbouwd. In 1877-1878 werd een grotere kerk gebouwd naar ontwerp van Pieter Jozef Taeymans, waarbij de oude toren van 1500 werd gespaard. In 1994-1996 werd de kerk nog gerestaureerd.

## Gebouw

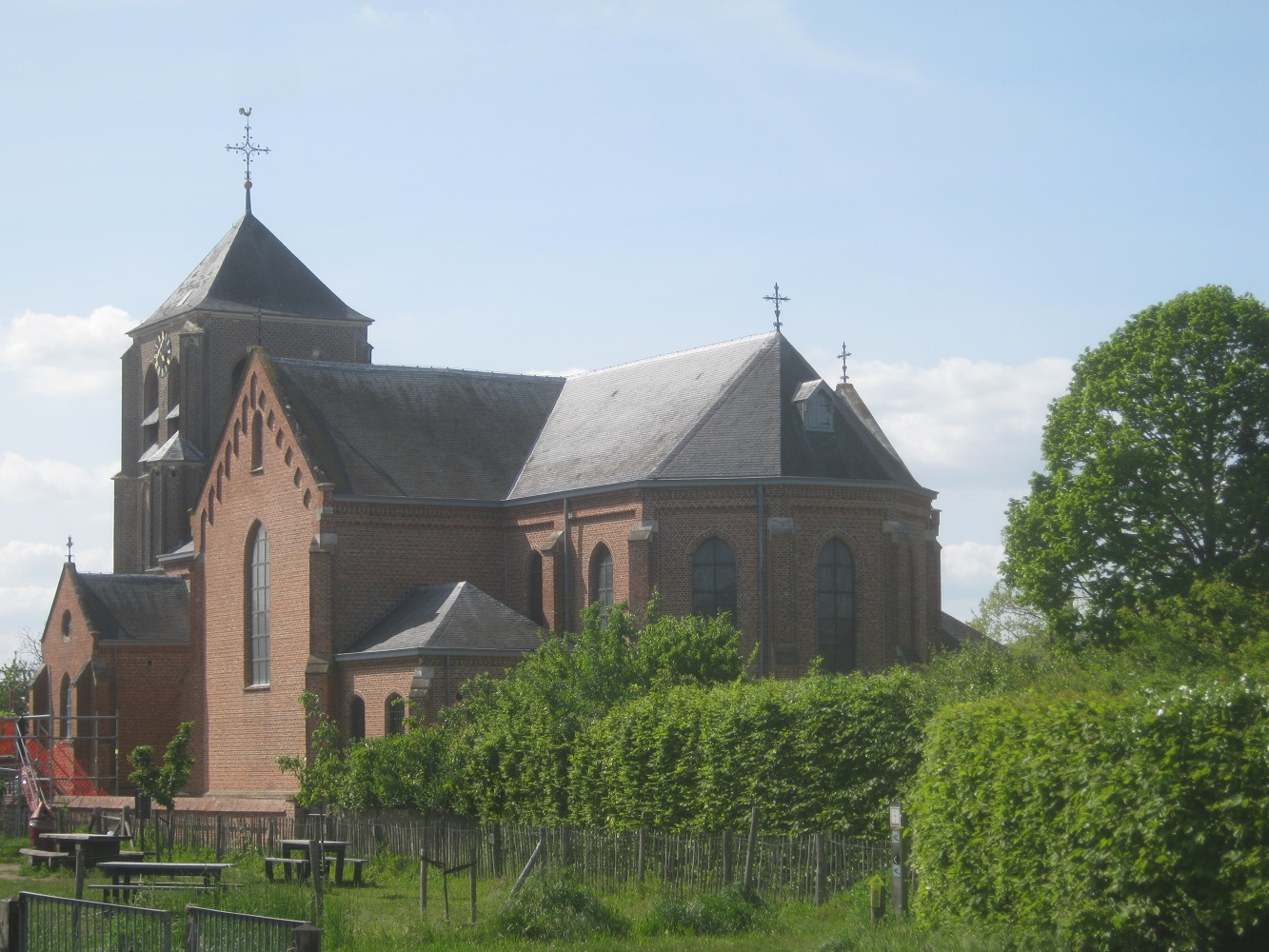
Sint-Lambertuskerk

Het betreft een georiënteerde neogotische eenbeukige bakstenen kruiskerk. De voorgebouwde zware toren in Kempense gotiek van 1500 heeft vier geledingen en een tentdak. Het koor is driezijdig afgesloten.

## Interieur
Een 18e-eeuws schilderij dat de Kruisafname voorstelt werd geschilderd naar voorbeeld van een schilderij van Peter Paul Rubens. Van witgeschilderd hout zijn beelden van Sint-Barbara (2e helft 17e eeuw) en van Sint-Lucia (ongeveer 1700). Een 18e-eeuws kruisbeeld is van hout en terracotta.
Het neogotisch hoofdaltaar (1890) is een ontwerp van Jean-Baptiste Bethune. Omstreeks 1785 werd een barokorgel aangekocht dat waarschijnlijk afkomstig is van een klooster dat door Keizer Jozef II werd opgeheven. Het orgel werd in 1675 vervaardigd door Blasius Bremser.